# 潘诺尼亚
潘诺尼亚（拉丁語：Pannonia）是中欧的一个历史地名，大致相当于今日匈牙利西部、奥地利东部、斯洛文尼亚、克罗地亚、波黑和塞尔维亚北部（伏伊伏丁那）。在1~4世纪，这里是罗马帝国的一个行省。省治布达佩斯。
潘诺尼亚约在前35年~前14年被罗马人征服，并划为一个行省。433年罗马军团撤出，并被割让给匈人阿提拉之后，潘诺尼亚行省不再存在。896年，这里曾成为阿尔帕德大公领导下的匈牙利人（马扎尔人）侵袭欧洲的基地。
现在中南欧的大平原潘诺尼亚平原的名字即得自罗马行省潘诺尼亚。